# Euphorbia hakutosanensis
Euphorbia hakutosanensis là một loài thực vật có hoa trong họ Đại kích. Loài này được Hurus. mô tả khoa học đầu tiên năm 1940.